# Stade Coronel Emílio Gomes
Le Stade Coronel Emílio Gomes (en portugais : Estádio Coronel Emílio Gomes) est un stade de football brésilien situé dans la ville d'Irati, dans l'État du Paraná.
Le stade, doté de 4 579 places et inauguré en 1950, sert d'enceinte à domicile à l'équipe de football de l'Iraty Sport Club.

## Histoire
Le stade ouvre ses portes en 1950, et est inauguré le 21 avril 1950.
Le record d'affluence au stade est de 7 200 spectateurs, lors d'une rencontre entre les locaux de l'Iraty SC et Coritiba FC en 1984.
En décembre 2019, une partie du stade, appartenant à l'Iraty SC, est vendue aux enchères.